# Кубат-бий
Куба́т-бий, также Кува́т-мирза́ (кирг. Кубат бий, Кубат мырза; чагат. قوة مرزا‎ / Kowad Mirza; по прозвищу — Бахаду́р-бий (кирг. Баатыр бий; чагат. بخدر بي‎ / Bahadur Biy); 1690, Таласская долина — 1761, Ферганская долина) — кыргызский государственный и политический деятель, великий бий кыргызов и полководец общекыргызских войск в Кашгарии (1755—1756), признанный бо́льшей частью кыргызских племён, правитель города Кашгар, мюрид тариката Накшбандиййа.
Родился Кубат Калча уулу в начале XVIII века. Его отец был главой кыргызского поселения в Андижане, которое было стёрто с лица земли джунгарами, он прославился как один из лучших героев кокандско-киргизского союза, возглавляемого Абдыкерим бием, в войнах против джунгар.

## Союз с Кокандским ханством
В период правления кокандского правителя Абд-ал-Карима, кокандские власти заключили союз с кыргызами во главе с Кубат-бием для совместного наступления против джунгарского нашествия, и их объединённые силы вытеснили захватчиков из Ферганы. Когда в 1751 году к власти в Коканде пришёл Эрдене бий, кыргызские богатыри отделились от союза и начали поход на восток за родину, а Кубат бий присоединился к кокандцам и принял участие в организованных походах на запад. Эрдэнэ-бий попытался наладить партнёрство с кыргызскими биями, чтобы завоевать Оро-тобе, Кубат-бий сыграл ключевую роль и в этой ситуации. Однако через три года из-за недоразумений в Оро-Тобе, его связь с коконами оборвалась.

## Деятельность в Кашгарии

### Предыстория
В 1754 году во времена подчинения Восточного Туркестана джунгарским хунтайджи, группировка черногорцев во главе с Юсуф-ходжой поднимает восстание с целью восстановления независимости и выступает против хакимбеков — правителей городов Кашгарии во главе с Гази-беком, ставленников джунгарского правителя.
Юсуф-ходжа укрепил город и подготовился к борьбе с джунгарами. Вскоре он официально объявил города Кашгарии независимыми от Джунгарского ханства. Он тайно отправил письмо кыргыз-кыпчакам, живущим возле реки Или. Содержание письма следующее:
О храбрые кыпчаки! Знайте, что с давних времён ваши предки были предводителями мусульманских войск и никогда не подчинялись неверным, в особенности, они верили и были преданы нашим предкам. Ведь самое высокое служение богу — это война против неверных (газат) и тот, кто умирает от руки неверного, — мученик, убитый за веру. Тот, кто убивает неверного, становится борцом за веру. Такого рода муки достойны похвалы и чести в обоих мирах. Если борцу за веру путём грабежа достанется добро, то оно дозволенное, чем родительское наследство. Разве не бесчестье для мужчин и храбрых мужей проводить свою славную жизнь под гнётом презренных неверных. Есть надежда на великого хазрата господа, славного и всевышнего, что [теперь], когда моя жизнь приближается к концу, я искуплю свою вину и безотказно буду поражать [неверных] мечом ислама. Я отомщу (этим неверным) за моё [вынужденное] повиновение [им] в течение нескольких лет. Если милость божья поможет вам, приезжайте в такое-то время, в такой-то час и окажите помощь исламу.
Юсуф-ходжа также тайно написал письмо Кубат-бию. Отрывок из «Тазкира-и Ходжаган» Мухаммад Садыка Кашгари:
Предводителя киргизов племени кушчи Ковад-мирзу из-за его исключительной храбрости называли Бахадур-бием. [Ходжа-Юсуф] написал ему письмо следующего содержания: «О, Ковад-мирза! Ваши предки были верными муридами наших предков. Ваш предок Галиджа-бий был предводителем мусульманских войск, светоча собрания на пути руководства истинной верой, зодиака духовного сана [моего] великого родственника хазрата-ходжа-Хасана, милость и благословие Аллаха над ним! Он [Галиджа-бий] несколько раз преграждал путь боевым мечом этим проклятым неверным и истреблял их. Ведь [бог] создал людей для борьбы за веру. Если вы желаете, окажите честь вашим пребытием [к нам] вместе с вашим племенем. Вы прославитесь в этом и в том мире за участие в войне с неверными. Воздаяние за участие в войне с неверными не имеет предела.
Кыргыз-кыпчаки из долины реки Или охотно согласившись с предложением Юсуф-ходжи, в течение короткого времени прибыли в Кашгарию. Кыргызы шли двумя группами. Одна группа во главе с Амр-мырзой, кыргызом племени кыпчак, пришла через Кучу в Хотан. Джахан-ходжа (духовный глава в Яркенде) назначил Амр-мырзу своим визирем и заместителем. Другая группа кыргызов, племени сарык-калфак (или сары-калпак) в установленный срок прибыла в Кашгар. Эти кыргызы отстранили от должности хадимов Юсуф-ходжи и вместо их назначили своих людей. Кыргызы из Андижана также ответили согласием на предложение, но пришли они в Кашгар намного позже, чем кыргызы из Или.

### Прибытие Кубат-бия в Кашгарию
В 1755 году на зов Юсуф-ходжи прибыли кыргызы Кубат-бия, однако Юсуф-ходжа к этому времени скончался. Кубат-бий был с почётом и подарками встречен подданными Абдуллаха, сына Юсуф-ходжи. Кубат-бий первоначально не хотел вмешиваться в дела враждующих сторон (черногорцев и белогорцев). Однако он всё таки оказал Бурхан ад-Дину действенную помощь. За это Кубат-бий был назначен белогорцами хакимбеком города Кашгар. Затем, возглавив многочисленное войско, в составе которого были кыргызы из племени кушчу, тогуз-кыпчак во главе с Суфий-мырзой и Хаким-мырзой, а также племён мунку, чонбагыш, Кубат-бий двинулся на Яркенд и подчинил его.
В январе—феврале 1756 года в Восточный Туркестан прибыл Хан-ходжа, родной брат Бурхан ад-Дина. Хан-ходжа стремившийся установить безраздельное господство в стране белогорцев, постепенно принял меры по устранению от власти кыргызов. Об этом можно судить по сведения источника «Пиндин чжуньгээр», где приводятся показания пленных уйгуров (1758 год). Они утверждали:
В прошлом году [1757 год] весной бурутский бек Хува [кыргызский бий Кубат], который был в Кашгаре главой и имел управление тысячу семей вследствие того, что Хоцзичжан [Хан-ходжа] грабил бурутов племён чонбагыш и кипчак, выразил сомнение и во главе своих своих подданных ушёл обратно к бурутам. Борониду [Бурхан ад-Дин] опасался начать войну и не пошёл вдогонку.
Нападение людей Хан-ходжи на кыргызов обусловило нападение кыргызов на уйгуров. В конце 1758 года Бурхан ад-Дин и Хан-ходжа отправляли посольства к кыргызам, стараясь привлечь их на свою сторону. Фактически, оставшись в абсолютном меньшинстве, Бурхан ад-Дин и Хан-ходжа бежали в Бадахшан, где нашли свою смерть.

## Попытки защитить Ош
Кубат бий начал противостояние с Ирдана-бием из Кокандского ханства, чтобы защитить Ош, но вскоре был схвачен и убит.  В народной молве осталось предание, что услышавшая об его исчезновении на чужбине сестрёнка бия Аксуусар сложила плач-причитание о том, что «Не Кубат бий умер, а умерла благость, умерли народы кушчу и мундуз».

## Владения бия
Надо сказать, что во времена Кубат бия кыргызы контролировали обширную территорию в Центральной Азии, включающую в себя на севере Таласскую, Чуйскую долины, долины реки Или, на юге владения Кубат бия захватывали Кашгар, Памир, на востоке Ферганскую долину – Маргилан, Анжиян, Ходжанд. На этой территории издревле проживало большое число кыргызских родов, которые плохо контактировали друг с другом, в результате чего легко становились добычей соседних враждебных племён и народов. Кубат бий объединил кыргызские роды и укрепил независимость кыргызского государства.